# Kjøbenhavns Handelsbank
Kjøbenhavns Handelsbank var en av Danmarks ledande affärsbanker, grundad 1873.
Vid grundandet hade banken ett aktiekapital om 12 miljoner, genom upprepade kapitalemissioner växte grundfonden till 50 miljoner kronor och dess reserverade medel till 22,6 miljoner kronor. I början av 1930-talet hade man en inlåning på omkring 332 miljoner, 11 filialer i Köpenhamn och 15 landsortskontor.
1990 kom Kjøbenhavns Handelsbank genom en storfusion, först med huvudkonkurrenten Den Danske Bank och därefter med Provinsbanken att ingå i Danske Bank. Fusionen var främst ett led i koncentrationssträvandena inom EU.